# Les Vaincus
Ne doit pas être confondu avec Les Vaincus (film, 1936).
Pour plus de détails, voir Fiche technique et Distribution.
Les Vaincus (titre original : I vinti) est un film italien de Michelangelo Antonioni, présenté à la Mostra de Venise 1953.

## Synopsis
Le film est inspiré par les événements actuels où certains jeunes s'adonnent aux meurtres et aux vols. Le film est divisé en trois épisodes filmés en trois langues différentes.

### Épisode français
Deux frères projettent l'assassinat de leur ami, Pierre, pour lui voler l'argent qu'il se vante souvent d'avoir pour ensuite fuir en Algérie. Après l'assassinat cependant, ils découvrent que l'argent était faux. En fait Pierre ne meurt pas tout de suite et peut raconter ce qui s'est passé. Le père d'André, le frère qui a tiré sur lui, le persuade de se rendre à la police.

### Épisode italien
Claudio, jeune homme de bonne famille, est contrebandier de cigarettes simplement pour se procurer un peu d'aisance. Une nuit, pour échapper aux douaniers, il tue un fonctionnaire et se blesse en chutant ce qui entraînera sa mort le lendemain, laissant sa famille consternée et incrédule.

### Épisode anglais
Aubrey, jeune poète en herbe, appelle les journaux pour les informer qu'il a trouvé le cadavre d'une femme. Il propose de révéler l'emplacement en échange d'une récompense, demandant même à écrire l'article lui-même et que sa photo soit mise en première page. Après quelques jours à la recherche de plus de notoriété, il avoue être l'auteur de l'homicide, croyant avoir commis un crime parfait dont il pourra facilement être disculpé, mais la preuve de sa culpabilité est établie et le garçon est condamné à mort.

## Fiche technique
- Titre : Les Vaincus
- Titre original : I Vinti
- Réalisation : Michelangelo Antonioni
- Scénario : Michelangelo Antonioni, Diego Fabbri, Suso Cecchi D'Amico, Turi Vasile, Giorgio Bassani, Roger Nimier
- Premier assistant réalisateur : Francesco Rosi
- Directeur de la photographie : Enzo Serafin
- Cadreur : Aldo Scavarda
- Montage : Eraldo Da Roma
- Décors : Gianni Polidori, Roland Berthon
- Musique : Giovanni Fusco
- Directeurs de production : Paolo Moffa, Claude Heymann
- Production : Film Costellazione (Rome), S.G.C. (Paris)
- Pays d'origine : Italie, France
- Langue : français, anglais, italien
- Format : Noir et blanc
- Genre : drame
- Durée : 110 minutes
- Date de sortie : en avant-première le 4 septembre 1953 à la Mostra de Venise (hors compétition)

## Distribution
Épisode français :
- Jean-Pierre Mocky : Pierre
- Etchika Choureau : Simone
- Jacques Sempey : André
- Henri Poirier : Georges
- Albert Michel : Le père de Georges
- Annie Noël :
- Pierre de Meulan
- Janine Mauduit :

Épisode italien :
- Franco Interlenghi : Claudio
- Anna Maria Ferrero : Marina
- Eduardo Ciannelli : Le père de Claudio
- Evi Maltagliati : la mère de Claudio

Épisode anglais :
- Patrick Barr : Ken Watton
- Fay Compton : Madame Pinkerton
- Peter Reynolds : Aubrey Hallan
- Eileen  Moore : Sally

## Censure
L'épisode en anglais a été fortement modifié par les censeurs italiens. En 1962, il est ressorti sous le titre Il Fiore e la violenza (La fleur et la violence) dans un autre film à épisodes intitulé Il delitto (Le Crime). L'épisode français a eu des problèmes avec la censure et le film n'a été distribué qu'en 1963.

## À noter
- Francesco Rosi était assistant réalisateur sur le tournage.